# F-41B
arrows Be4 Plus F-41B（アローズ ビーフォー プラス エフ よんいち ビー）は、FCNTから発売された、NTTドコモの第3.9世代移動通信システム（Xi）と第3世代移動通信システム（FOMA）のデュアルモード端末で、ドコモ スマートフォン（4G）（spモード）の一つである。

## 概要
2020年6月発売のarrows Be4 F-41Aの後継となるミドルレンジの端末となる。arrows Beシリーズの5作目となるが、基本性能の向上やニューノーマルに適応した機能が追加（=Plus）されているため、「5」ではなく、「4 Plus」が付けられている。
また、FCNTへの社名変更（＝富士通の携帯電話事業完全撤退）後、初めて発売される端末となり、また、同社製端末で初となるAndroid 11を搭載した端末となる。

## 特徴
ビデオ通話中に着信が来て出られない時に定型文で応答可能な「着信SMS応答」や画面共有中の通知を抑止する「通知抑止」などの機能を備えた「オンラインコミュニケーションマネージャー」を搭載。通話音声についても、既存の「はっきりボイス」や「ゆっくりボイス」に加え、マスク装着によってこもった通話音声を肉声に近づけるように補正をすることで聞き取りやすくする「マスク通話モード」が搭載された。
F-41Aで搭載された「FASTフィンガーランチャー」に加え、上位機種のarrows NX9 F-52Aで搭載されたSNSなどから商品名などをなぞってコピーすると「dショッピング」上で商品検索が可能になる「FASTショッピング」や、画面ロックの状態で左へスワイプし、写真・音声・テキストの3つからスライドするだけでメモ機能が立ち上がる「FASTメモ」、支払い時に専用アプリからポイントアプリを立ち上げ、レジへ提示した後、ワンタッチ操作でQR・バーコード決済のアプリへすぐに切り替えが可能な「FASTウォレット」を新搭載し、arrows Beシリーズ初となる「Smart FAST」として強化された。
防水・防塵並びにアメリカ国防総省の納品規格であるMIL規格（23項目）への準拠、高さ1.5mから26方向でコンクリートに落下させる試験をクリア、国内メーカー製の泡タイプのハンドソープあるいは液体タイプの食器用洗剤を使って洗浄可能なウォッシャブル設計、検証によりアルコール除菌シートやプッシュタイプの液剤の使用が可能なことに加え、リアケースに無機抗菌剤塗装による抗菌加工（抗菌製品技術協議会(SIAA)の抗菌試験方法に準拠した試験を実施し、認証を取得済み）が施された。
文字入力はF-41Aで採用されている「かんたんキーボード」や「ケータイキーボード」に加え、長押しと短押しの組み合わせによる2タッチ入力「STYLE-UD」、最初からフリック入力の操作画面が表示される「スマホ入力（フリック）学習モード」が搭載された。
迷惑電話への対策機能が強化されており、電話帳登録外の番号から着信があった時には発信者への自動ガイダンスに加えて通話内容が「迷惑メモ」として録音され、通話後、画面上にメッセージを表示して注意を促すようになった。F-41A同様に還付金詐欺対策の機能も備わっており、全国防犯協会連合会が認定する「優良迷惑電話防止機器」（優良防犯電話）の推奨を受けている。
基本性能も向上され、バッテリー容量を3,600mAhに大容量化して電池持ちをアップ。内部メモリはRAMを4GBに、ROMはF-41Aの2倍となる64GBにそれぞれ増量して操作性や保存容量もアップされた。なお、画面解像度はF-41AのFHD+（2,220×1,080ドット）からHD+（1,480×720ドット）にスペックダウンされた。

## 歴史
- 2021年
  - 5月19日 - 2021年夏モデルの1機種として開発並びに発売日を発表[5]。
  - 5月28日 - 発売開始。

### アップデート
最新のアップデートを適用すると、過去に行われた不具合改善やセキュリティパッチ更新に関するすべてのアップデートが適用される。
2021年7月15日のアップデート
- Web会議用アプリに関する不具合（ビデオ会議をする際、アプリが強制終了する場合がある）が改善される
- セキュリティ更新が行われ、設定メニューのセキュリティパッチレベルが2021年6月となる
- ビルド番号がV12R065AからV13R066Dへ変更される

2021年8月18日のアップデート
- ロック画面の表示の不具合（「フル充電までの時間」が正しく表示されない場合がある）が改善される
- セキュリティ更新が行われ、設定メニューのセキュリティパッチレベルが2021年8月となる
- ビルド番号がV13R066DからV14R067Dへ変更される

2021年10月28日のアップデート
- 音楽再生アプリに関する不具合（音楽を再生する際、端末のスピーカーから音が聞こえない場合がある）が改善される
- セキュリティ更新が行われ、設定メニューのセキュリティパッチレベルが2021年10月となる
- ビルド番号がV14R067DからV18R071Aへ変更される

2021年12月20日のアップデート
- Bluetoothの設定に関する不具合（設定をOFFにしてもONに変更される場合がある）が改善される
- セキュリティ更新が行われ、設定メニューのセキュリティパッチレベルが2021年12月となる
- ビルド番号がV18R071AからV19R072Cへ変更される

2022年2月28日のアップデート
- シンプルホームが改良され、配置されたすべてのアプリで通知ドットが表示されるようになる
- セキュリティ更新が行われ、設定メニューのセキュリティパッチレベルが2022年2月となる
- ビルド番号がV19R072CからV21R075Cへ変更される

2022年3月14日のアップデート
- Wi-Fiに関する不具合（まれに接続できない場合がある）が改善される
- ビルド番号がV21R075CからV22R076Aへ変更される

2022年5月31日のアップデート
- 「緊急時ブザー」起動時の音楽再生の不具合を解消
- セキュリティ更新が行われ、設定メニューのセキュリティパッチレベルが2022年4月となる
- ビルド番号がV22R076AからV24R078Bへ変更される

2022年7月28日のアップデート
- Android 11からAndroid 12への更新
- 再起動に関する不具合の解消
- 文字入力の不具合の解消
- セキュリティ更新が行われ、設定メニューのセキュリティパッチレベルが2022年6月となる
- ビルド番号がV24R078BからV38R052Aへ変更される

2022年9月21日のアップデート
- 着信履歴の不具合の解消
- セキュリティ更新が行われ、設定メニューのセキュリティパッチレベルが2022年8月となる
- ビルド番号がV38R052AからV39R053Bへ変更される

2022年10月26日のアップデート
- パソコンとのUSB接続の不具合の解消
- セキュリティ更新が行われ、設定メニューのセキュリティパッチレベルが2022年10月となる
- ビルド番号がV39R053BからV40R054Aへ変更される

2023年3月6日のアップデート
- 設定の「データ使用量」の表示の不具合の修正
- セキュリティ更新が行われ、設定メニューのセキュリティパッチレベルが2023年2月となる
- ビルド番号がV40R054AからV43R056Bへ変更される

2023年12月6日のアップデート
- バイブレーションの不具合の修正
- セキュリティ更新が行われ、設定メニューのセキュリティパッチレベルが2023年4月となる
- ビルド番号がV43R056BからV45R058Bへ変更される

2024年1月25日のアップデート
- Android 12からAndroid 13への更新
- ビルド番号がV45R058BからV68R043Aへ変更される